# Flavio Chesini
Flavio Chesini (Negrar, 6 ottobre 1962) è un ex ciclista su strada italiano, professionista dal 1986 al 1990. Non ottenne alcune vittoria fra i pro, ma si distinse con vari piazzamenti degni di noti, fra i quali, il secondo posto al Grosser Preis des Kantons Aargau 1988.

## Palmarès
- 1982 (dilettanti)

10ª tappa Giro Ciclistico d'Italia (Voghera > Valtorta)
- 1983 (dilettanti)

Targa Libero Ferrario
- 1984 (dilettanti)

Gran Premio Sovizzo - Piccola Sanremo
- 1985 (dilettanti)

Gran Premio Sovizzo - Piccola Sanremo

## Piazzamenti

### Grandi giri
- Giro d'Italia

1986: 128º
1987: 98º
1988: 104º
- Vuelta a España

1988: ritirato (11ª tappa)

### Classiche monumento
- Milano-Sanremo

1987: 41º
1988: 43º